# Jocs Paralímpics d'estiu de 2016
Els Jocs Paralímpics de Rio de Janeiro 2016, la quinzena edició dels Jocs Paralímpics d'estiu, seran un esdeveniment multiesportiu internacional per a atletes amb discapacitats, que es durà a terme a Rio de Janeiro del 7 al 18 de setembre de 2016. Aquests seran els primers Jocs celebrats durant l'hivern, els primers organitzats per un país d'Amèrica Llatina, els segons realitzats en l'hemisferi sud i els primers per a un país lusòfon. Així mateix, s'introduiran dos nous esports al programa paralímpic: piragüisme i paratriatlón. Competiran 4350 esportistes de 176 països.

## Procés d'elecció
Com a part d'un acord formal entre el Comitè Paralímpic Internacional i el Comitè Olímpic Internacional, establert en 2001, el guanyador de la candidatura als Jocs Olímpics de 2016 també ha d'organitzar els Jocs Paralímpics. Després de tres rondes de votació, el 2 d'octubre de 2009, durant la 121ª Sessió del Comitè Olímpic Internacional, Rio de Janeiro va guanyar el dret a organitzar els Jocs Olímpics i Paralímpics de 2016.
| 121ª Sessió del Comitè Olímpic Internacional 2 d'octubre de 2009, Copenhaguen, Dinamarca |         |         |         |
| Ciutat                                                                                   | Votació | Votació | Votació |
| Rio de Janeiro (BRA)                                                                     | 26      | 46      | 66      |
| Madrid (ESP)                                                                             | 28      | 29      | 32      |
| Tòquio (JPN)                                                                             | 22      | 20      | -       |
| Chicago (USA)                                                                            | 19      | -       | -       |

## Desenvolupament i preparació
Els Jocs Panamericans i Parapanamericans de 2007, celebrats a Rio de Janeiro, van ser els primers organitzats com a esdeveniments paral·lels a la mateixa ciutat seu. L'organització de Rio dels dos esdeveniments va ajudar a proveir a la ciutat de l'experiència en la preparació d'esdeveniments multiesportius i esdeveniments esportius paralímpics. Andrew Parsons, president del Comitè Olímpic del Brasil, va comentar, en relació amb les tasques d'organització, que els equips organitzadors responsables dels Olímpics i Paralímpics van mantenir una bona relació i «van parlar el mateix idioma». Parsons va elogiar com de ben organitzats van ser els Jocs Paralímpics de Londres 2012 i va indicar que el seu equip havia après diverses lliçons de Londres que podrien ser aplicades en Rio.

### Seus

Mapa de Rio de Janeiro amb les seus de competicions dels Jocs Olímpics.

Igual que en altres ocasions, els Jocs Paralímpics de 2016 utilitzaran la majoria de les seus dels Olímpics. La majoria de les instal·lacions es troben al barri Barra da Tijuca, on també se situa la Vila Olímpica. La resta estaran localitzades en Copacabana, Maracanã i Deodoro.

#### Barra
- Arena Carioca 1 – Bàsquet en cadira de rodes i rugbi en cadira de rodes
- Arena Carioca 2 – Boccia
- Arena Carioca 3 – Judo i esgrima en cadira de rodes
- Arena del Futur – Goalbal
- Estadi Olímpic Aquàtic – Natació
- Centre Olímpic de Tennis – Tennis en cadira de rodes i futbol de cinc
- Pontal – Ciclisme en ruta
- Riocentro – Halterofília, voleibol assegut, tennis de taula
- Arena Olímpica de Rio – Bàsquet en cadira de rodes
- Velòdrom Olímpic de Rio – Ciclisme de pista

#### Deodoro
- Centre Nacional de Tir – Tiro esportiu paralímpic
- Centre Nacional de Hipica – Hipica
- Estadi de Deodoro - Futbol de set

#### Maracanã
- Estadi de Maracaná – Cerimònies
- Estadi Nilton Santos – Atletisme
- Sambòdrom de Marquês de Sapucaí – Tir amb arc

#### Copacabana
- Fort de Copacabana – Atletisme, triatló i ciclisme de ruta
- Marina da Glória – Vela
- Llac Rodrigo de Freitas – Canotatge i rem

## Desenvolupament

### Esports
En els Jocs de Rio es disputaran 526 esdeveniments en 22 esports paralímpics. Així mateix, comptaran amb dues noves disciplines: piragüisme i paratriatló.

### Calendari
| A | Obertura | Classificatòries | # | Esdeveniments finals | C | Clausura |

### Països participants
| Llista d'equips participants (Quantitat d'atletes) | Llista d'equips participants (Quantitat d'atletes) | Llista d'equips participants (Quantitat d'atletes) |
| --- | --- | --- |
| - Algèria (ALG) - Argentina (ARG) (82) - Austràlia (AUS) (111) - Àustria (AUT) (26) - Azerbaidjan (AZE) (1) - Bèlgica (BEL) (24) - Belarús (BLR) (1) - Bòsnia i Hercegovina (BIH) (11) - Brasil (BRA) (278) - Canadà (CA) (6) - Xile (CHI) (14) - Xina (CHN) (11) - Colòmbia (COL) (37) - Cuba (CUB) (20) - República Txeca (CZE) (1) - Dinamarca (DONIN) (1) - Equador (ECU) (5) - Illes Fèroe (FRO) (1) - Finlàndia (FI) (8) - França (FRA) (126) - Alemanya (GER) (9) - Regne Unit (GBR) (256) - Grècia (GRE) (54) | - Hong Kong (HKG) (24) - Hongria (HUN) (1) - Índia (IND) (7) - Indonèsia (INA) (8) - Iran (IRI) (95) - Irlanda (IRL) (44) - Israel (ISR) (30) - Itàlia (ITA) (94) - Japó (JPN) (1) - Lituània (LTU) (13) - Macau (MAC) (1) - Macedònia (MKD) (2) - Mèxic (MEX) (66) - Mongòlia (MGL) (1) - el Marroc (MAR) (10) - Namíbia (NAM) (10) - Països Baixos (NED) (114) - Nicaragua (NCA) (8) - Nova Zelanda (NZL) (27) - Noruega (NOR) (8) - Perú (PER) (6) - Filipines (PHI) (4) - Polònia (POL) (1) - Portugal (PER) (28) | - Romania (ROU) (11) - Sèrbia (SRB) (2) - Singapur (SENSE) (12) - Eslovàquia (SVK) (1) - Eslovènia (SLO) (2) - Sud-àfrica (RSA) (45) - Corea del Sud (KOR) (11) - Espanya (ESP) (114) - Sri Lanka (SRI) (5) - Suècia (SWE) (54) - Suïssa (SUI) (21) - Turquia (TUR) (8) - Ucraïna (UKR) (16) - Unió dels Emirats Àrabs (UAE) (3) - Estats Units (USA) (28) - Uruguai (URU) (1) - Uzbekistan (UZB) (1) - Veneçuela (VINE) (24) - Zimbabue (ZIM) (4) |

Els esportistes russos van ser expulsats de la competició després que el Comitè Paralímpic Internacional suspengués al Comitè Paralímpic Rus en resposta l'escàndol de dopatge. El 5 d'agost de 2016, el CPI va anunciar l'establiment d'un equip d'atletes refugiats sota el nom d'Equip Paralímpic d'Atletes Refugiats. Igualment, els Jocs Olímpics de Rio de Janeiro 2016 van comptar amb un grup similar conformat per 10 esportistes refugiats.